# Eois semipicta
Eois semipicta är en fjärilsart som beskrevs av W. Warren 1897. Eois semipicta ingår i släktet Eois och familjen mätare. Inga underarter finns listade i Catalogue of Life.